# 任士憑
任士憑（1521年—1571年），字可依，號思亭，山東濟南府平原縣人，明朝政治人物。

## 生平
嘉靖二十二年（1543年）癸卯科山东乡试第二十一名举人，嘉靖二十六年（1547年）丁未科二甲進士。選翰林院庶吉士，二十八十月改禮部祠祭司主事，調吏部文選司，歷文选司署郎中，四十二年（1563年）九月陞太常寺少卿、提督四夷馆，十二月升通政使司右通政、提督誊黄，四十四年八月升光祿寺卿。嘉靖四十五年（1566年）三月任順天府府尹。十月升南京工部右侍郎，十一月改任兵部右侍郎兼右佥都御史、巡撫江西，隆慶元年（1567年）十月御史凌儒弹劾其不職，调南京别衙门用，予告歸，隆庆四年（1570年）七月起為南京刑部右侍郎，因病不能赴任，仍乞赐告归，次年卒，賜祭葬，祀鄉賢。

## 墓葬
任士憑墓在平原县北任村西。2018年，入選平原县第三批文物保護單位。

## 家族
曾祖任武；祖任天錫；父任弘道，監生；母姚氏。慈侍下。弟士翼；士孝；士德；士清；士慎；士勤。
子光训、光謙、光谕。